# Црква Преображења у Дајићима
Црква Преображења налази се у засеоку Средња Река, село Дајићи, општина Ивањица. Налази се на списку заштићених културних добара и има статус споменика културе.

## Архитектура
Подигнута је као гробљанска црква складних пропорција, једнобродна са полукружном апсидом у ширини брода, ниских камених зидова, сводом од шашоваца и високим кровом покривеним шиндром. Црква је окружена високим надгробним споменицима. Један је од ретких примера цркава на подручју Старог Влаха, која у каменом материјалу понавља образац цркава брвнара. У цркви Преображења налази се полијелеј од кованог гвожђа фине занатске израде, као и мермерни суд за освећену воду, вероватно наручених само за ову богомољу. Трпеза и мермерна крстионица у олтарском делу из предтурског периода сведоче да је црква подигнута на темељима неке старије хришћанске цркве. 
Цркву у садашњем облику подигнута је на крају 18. и почетком 19. века, у време насељавања села Дајићи.